# Болиголов пятнистый
Болиголо́в пятни́стый, или омег (лат. Conīum maculātum) — двулетнее травянистое растение, вид рода Болиголов (Conium) семейства Зонтичные (Apiaceae).

## Распространение и экология
В природе ареал вида охватывает Северную Африку: Алжир, Марокко, Тунис и Эфиопию; всю территорию Европы; умеренные районы Азии от Турции до Китая.
В России встречается почти по всей европейской части, на Кавказе, в Западной Сибири.
Произрастает на лесных опушках, заливных лугах, известняковых склонах, как сорное в посевах и огородах, на залежах и пустырях, около жилья, у дорог и заборов, на свалках, по склонам оврагов, по полотну железных дорог.
| |
| |
| |
| Ботанические иллюстрации (сверху вниз): К. А. М. Линдмана из книги Bilder ur Nordens Flora, 1917—1926; О. В. Томе из книги Flora von Deutschland, Österreich und der Schweiz, 1885; из книги «Köhler’s Medizinal-Pflanzen», 1887. |

## Ботаническое описание
Корень веретенообразный, беловатый.
Стебель высотой 60—180 см, ветвистый, тонкобороздчатый, полый, вместе с листьями голый, иногда с сизым налётом и в нижней части с красновато-бурыми пятнами. Из-за этих пятен и назван «пятнистым». В первый год жизни развивается пучок прикорневых листьев, а во второй год развивается стебель.
Листья очерёдные. Нижние листья на черешках, триждыперистые (напоминают листья петрушки), широкотреугольные, длиной 30—60 см; первичные и вторичные доли на черешочках, третичные, кроме самых нижних, — сидячие; третичные доли продолговато-яйцевидные, глубоко перисто-рассечённые на яйцевидно-ланцетовидные заострённые, иногда с коротким беловатым кончиком дольки. Средние и верхние листья более мелкие и менее сложные, почти сидячие, с узким влагалищем. Конечные доли листьев продолговатые, перисто-надрезанные или раздельные.
Цветки мелкие, белые, пятимерные. Зонтики многочисленные, собранные в щитковидно-метельчатые соцветия с 12—20 слегка шероховатыми на внутренней стороне лучами. Листочки обёртки немногочисленные, яйцевидно-ланцетные, узко-окаймленные, по краям неясно-зазубренные, отвороченные книзу, односторонние, в числе трёх — пяти, сросшиеся своими основаниями, голые, короче или чуть длиннее лучей зонтичка. Лепестки в числе пяти, свободные, белые, обратносердцевидные с короткой, загнутой внутрь долькой. Тычинок пять, чередующихся с лепестками. Пестик с нижней двугнёздной завязью и двумя столбиками длиной около 1 мм, заканчивающимися тупыми рыльцами; подстолбие короткоконическое, почти вдвое короче столбика. Цветёт в июне — июле.
Плоды почти округлые или яйцевидные светло-бурые двусемянки, немного сжатые с боков, с пятью выступающими волнистыми рёбрами; распадаются на два полуплодика (мерикарпия) длиной 3—3,5 мм. Плодоносит в августе — сентябре. Вес 1000 «семян» (полуплодиков) 1,3—1,4 г.
Все части растения, будучи растёртыми в руке, издают неприятный мышиный запах.

## Растительное сырьё

### Заготовка
В лекарственных целях используется трава болиголова (стебли, листья, цветки), которую заготавливают в период цветения и начале образования семян. Листья собирают во время цветения, незрелые семена — вместе с зонтиками. При высыхании семена легко высыпаются из зонтиков.
Все части растения ядовиты, поэтому при заготовках необходимо строго соблюдать правила безопасности: не пробовать растение на вкус, не позволять собирать детям, готовое сырьё хранить отдельно от других лекарственных растений.

### Химический состав
Ядовитые свойства определяют алкалоиды кониин (самый ядовитый), N-метилкониин, конгидрин, псевдоконгидрин, коницеин. Содержит также жирное масло, в состав которого входят глицериды петрозелиновой и петрозелидиновой кислот. В плодах болиголова содержатся до 2 % алкалоидов, в листьях — до 0,1 %, в цветках — до 0,24 %, в семенах — до 2 %; до 0,08 % — эфирного масла и кофейной кислоты. Из цветков выделены кверцетин (входит в группу витамина P) и кемпферол.
Болиголов в Шотландии теряет свои алкалоиды, а в Армении даже употребляется в пищу.

### Фармакологические свойства
В народной медицине болиголов применяется как успокаивающее, противосудорожное и болеутоляющее средство при болезненных состояниях, сопровождающихся судорогами или спазмом внутренних органов — хорее, эпилепсии, коклюше, мигрени.
Спиртовая настойка семян и листьев болиголова (1:10) применялась как болеутоляющее средство при различных болях (в том числе и онкологических), возникающих при заболевании органов пищеварения, при задержке мочи в мочевом пузыре, задержке менструаций, упорном болезненном кашле.
Экстракт и пластырь применяют наружно в качестве обезболивающего средства.

## Значение и применение
В Древней Греции его использовали как «официальный» яд, которым отравляли осуждённых на смерть. Считается, что ядом болиголова были отравлены Сократ и Фокион. Со времён Гиппократа считается лекарственным растением.
Известны случаи отравления оголодавшего скота. В 1963 году в Новосибирской области выгорело природное пастбище, а болиголов пышно рос в местах ночевок скота и овец. Заболевшие животные были возбуждены, пугливы, падали и лежали на боку с запрокинутой назад головой. Отравление наступает при поедании лошадьми 2—3 кг свежей травы, крупным рогатым скотом — 4—5 кг, утками — 50—70 г. Силосование и высушивание не обезвреживает растение. При отравлении животным дают парное молоко.
Сок растения, содержащий дубильные вещества, пригоден для дубления некоторых сортов кожи (однако, из-за ядовитости, используется в этих целях редко).
Инсектицид.
Медонос, но сильная ядовитость исключает возможность его использования в качестве медоносного растения.

### Применение в медицине
Ранее препараты из болиголова довольно широко применялись в медицине при разных заболеваниях, но из-за ненадёжности лечебного действия и случаев отравлений при лечении врачи почти перестали применять болиголов в качестве лекарства. В 1990-х и 2000-х годах специалистами Северного государственного медицинского университета (Н. Н. Алеутским, Н. А. Назаренко, Э. А. Рехачевой) были запатентованы методы применения препаратов из болиголова при лечении саркомы и других опухолей.
Надземная часть.
В народной медицине настойка и сок — при хорее, желудочных и кишечных коликах, анурии, анемии, дисменорее, сифилисе.
Листья.
Местно — при ревматизме и подагре.
Плоды.
В Таджикистане — для лечения эпилепсии, сердечно-сосудистых заболеваний, раке кожи; как болеутоляющее, гемостатическое.
Противопоказания
Все части растения очень ядовиты.

## Картина отравления
Все части растения вследствие наличия алкалоидов очень ядовиты. Наибольшей токсичностью отличается кониин, обладающий никотиноподобным и курареподобным действием. Он вызывает в скелетной мышце эффекты, подобные ацетилхолину, или, наоборот, проявляется его антагонистическое действие к последнему. Малые и средние дозы повышают артериальное давление, усиливают сокращения и учащают ритм сердца. Кониин вызывает сначала возбуждение, а затем остановку дыхания. Другие алкалоиды растения по своему действию сходны с кониином, но отличаются от него меньшей токсичностью.
Основные симптомы отравления: тошнота, слюнотечение, головокружение, нарушение глотания, речи, побледнение кожи. Начальное возбуждение сопровождается судорогами и переходит в угнетение ЦНС. Характерным является восходящий паралич, начинающийся с нижних конечностей, сопровождающийся потерей кожной чувствительности. Зрачки расширены, на свет не реагируют. Нарастающее удушье может привести к остановке дыхания. При контакте с кожей сок вызывает дерматит.

## Классификация

### Таксономия[10]
Conium maculatum L., 1753, Sp. Pl.: 243
Вид Болиголов пятнистый относится к роду Болиголов семейства Зонтичные (Apiaceae) порядка Зонтикоцветные  (Apiales). Кладограмма в соответствии с Системой APG IV:
|  |                                      |  |                                   |                                   |                     |  | ещё 6 семейств | ещё 6 семейств |                     |  |  |  | ещё 5 подтверждённых видов и 2 в статусе «непроверенных» |
|  |                                      |  |                                   |                                   |                     |  | ещё 6 семейств | ещё 6 семейств |                     |  |  |  | ещё 5 подтверждённых видов и 2 в статусе «непроверенных» |
|  |                                      |  |                                   | порядок Зонтикоцветные            |                     |  |                |                | род Болиголов       |  |  |  |                                                          |
|  |                                      |  |                                   | порядок Зонтикоцветные            |                     |  |                |                | род Болиголов       |  |  |  |                                                          |
|  | отдел Цветковые, или Покрытосеменные |  |                                   |                                   | семейство Зонтичные |  |                |                | Болиголов пятнистый |  |  |  |                                                          |
|  | отдел Цветковые, или Покрытосеменные |  |                                   |                                   | семейство Зонтичные |  |                |                |                     |  |  |  |                                                          |
|  |                                      |  | ещё 63 порядка цветковых растений | ещё 63 порядка цветковых растений |                     |  |                | ещё 447 родов  | ещё 447 родов       |  |  |  |                                                          |
|  |                                      |  |                                   | ещё 63 порядка цветковых растений |                     |  |                |                | ещё 447 родов       |  |  |  |                                                          |

### Синонимы
- Cicuta major  Garsault
- Cicuta major  Lam.
- Cicuta officinalis  Crantz
- Conium ceretanum  Sennen
- Conium cicuta  Neck.
- Conium croaticum  Waldst. & Kit. ex  Willd.
- Conium leiocarpum  (Boiss.) Stapf
- Conium maculatum subsp. croaticum  (Waldst. & Kit. ex  Willd.) Drude
- Conium maculatum subsp. divaricatum  (Boiss. & Orph.) Drude
- Conium maculatum subsp. leiocarpum  (Boiss.) Drude
- Conium maculatum subsp. viride  (DC.) Espeut
- Conium maculatum var. barceloi  O.Bolòs & Vigo
- Conium maculatum var. divaricatum  (Boiss. & Orph.) Boiss.
- Conium maculatum var. immaculatum  Schur
- Conium maculatum var. leiocarpum  Boiss.
- Conium maculatum var. viride  DC.
- Conium maculosum  Pall.
- Conium nodosum  Fisch. ex  Steud.
- Conium pyrenaicum  Sennen & Elias
- Conium sibiricum  hort. ex  Steud.
- Conium strictum  Tratt.
- Conium tenuifolium  Mill.
- Coriandrum cicuta  Crantz
- Coriandrum maculatum  Roth
- Selinum conium  E.H.L.Krause
- Sium conium  Vest